# Люблянська фондова біржа
Люблянська фондова біржа (словен. Ljubljanska borza або LJSE) – фінансова установа, яка дозволяє торгувати цінними паперами. Це єдина біржа Словенії. Штаб-квартира знаходиться на Словенській дорозі 56 у Любляні. Була створена 26 грудня 1989 року. Біржа торгує акціями словенських компаній, а також облігаціями та комерційними паперами. Єдиним акціонером Люблянської фондової біржі є Загребська фондова біржа, яка у 2015 році придбала її у попереднього власника — групи CEESEG.

## Огляд
Основний напрямок діяльності Люблянської фондової біржі – це забезпечення безпечної, ефективної та успішної роботи регульованого сегменту словенського ринку капіталу, відповідно до закону та інших нормативних актів.
LJSE здійснює такі види діяльності:
- керує фондовим ринком фінансових інструментів, на які отримано дозвіл Агентства;
- забезпечує ціни на фінансові інструменти;
- надає інформацію про попит та пропозицію, ринкові цінності та інші дані про фінансові інструменти;
- надає технічні послуги для підтримки торгівлі;
- працює CSI.

Додаткова діяльність включає послуги для торгових членів та компаній, що котируються.

## Історія
Існуюча Люблянська фондова біржа була створена в 1989 році. Однак брокерська діяльність в Словенії має набагато довші традиції: перша біржа в Любляні існувала ще в період між 1924 і 1942 роками. Під час Другої світової війни торги на старий обмін був призупинений, а після війни також офіційно заборонений указом нового комуністичного режиму, який замінив монархію в Югославії. Таким чином, словенці майже півстоліття залишалися без біржі. Тоді в 1989 році Люблянська біржа була офіційно створена.
У 1993 році LJSE тричі на тиждень запроваджувала електронні торги на BTS — на складній інформаційній системі фондової біржі, торги на торгівельному майданчику все ще залишалися у вівторок і четвер. Нова система електронного розповсюдження інформації — SEOnet була запущена в 2002 році. Через три роки LJSE представила елітний сегмент офіційного ринку, включивши в список провідні компанії Словенії, і назвала її Prime Market.
У середині 2008 року в Загребі відбулося перше регіональне дорожнє шоу Південної Європи, яке було організовано всіма 8 біржами з регіону. Того ж року Віденська фондова біржа стала новим мажоритарним власником LJSE (вона придбала 83,34 % акцій).
2009 рік був вирішальним для створення «Фондової біржі Центральної та Східної Європи» (CEESEG), яка на той час включала Віденську фондову біржу та фондові біржі Будапешта, Любляни та Праги.
У 2010 році відбулося багато важливих подій: індекс SBITOP як перший справжній індекс LJSE blue-chip став базовим індексом, LJSE запустила INFO HRAMBA — нову інформаційну систему централізованого зберігання регульованої інформації всіх емітентів на LJSE, LJSE опублікувала Стратегію розвитку ринків капіталу в Словенії, яка була підготовлена у співпраці з учасниками ринку капіталу і була відповіддю на змінені економічні та фінансові обставини за попередні два роки. LJSE запропонувала запровадити «П рахунки» у Третій пенсійний стовп, LJSE почав торгувати за міжнародною торговою системою Xetra® і таким чином інтегрувався в міжнародний ринок капіталу. Станом на липень 2015 року Люблянська фондова біржа належить Загребській фондовій біржі.
22 лютого 2016 року Люблянська біржа разом з Белградською фондовою біржею ухвалили рішення приєднатися до SEE Link та регіональної мережі, що фінансується ЄБРР, для торгівлі цінними паперами.

## Торгівля
Торгівля на Люблянській фондовій біржі здійснюється через електронну книгу замовлень у торговій системі Xetra®. Торгова система Xetra® була впроваджена на Люблянській фондовій біржі 6 грудня 2010 року. Словенський ринок капіталу тепер є більш доступним, міжнародно порівнянним та конкурентним ринком. Біржа проводить передринкові сесії з 08:00 до 09:30 та звичайні торгові сесії з 09:30 до 13:00 у всі дні тижня, крім суботи, неділі та свят, заявлених Біржею заздалегідь. На основі відповідності критеріям ліквідності LJSE цінні папери торгуються безперервним або аукціонним методом торгівлі.
Два способи торгівлі забезпечують більшу цілісність ринку, вдосконалюють механізми формування найвищої ціни, а також дозволяють Біржі та її членам встановити внутрішній контроль і таким чином допомогти виявити потенційні випадки маніпуляцій на ринку.

### Фондові індекси
SBI TOP — це перший справжній індекс синього чіпа LJSE і виступає в якості референтного індексу на словенському ринку капіталу. Він вимірює ефективність найбільш ліквідних та висококапіталізованих акцій на ринку LJSE. Він розроблений як торговий індекс. Через ліквідність складових він повинен слугувати основою для пов'язаних з індексом фінансових інструментів.

## SEOnet
SEOnet — електронна система сповіщень на Люблянській біржі, за допомогою якої видавці та інші користувачі можуть швидко та легко публікувати контрольовану та іншу інформацію на вебсайті http://seonet.ljse.si [Архівовано 8 березня 2022 у Wayback Machine.]. SEOnet надає безкоштовну інформацію про діяльність біржових компаній, наприклад щорічну та щоквартальні звіти, а також попередні та поточні відомості, які, на думку компаній, можуть мати вплив на ціну акцій, проспект та іншу відповідну інформацію.